# Game of Thrones (sæson 2)
Den anden sæson af den episke fantasy-drama tv-serie Game of Thrones havde premiere i USA på HBO den 1. april 2012 og afsluttede den 3. juni 2012. Ligesom den første sæson består denne sæson af ti episoder. Det dækker det meste begivenhederne i Kongernes Kamp (eng: A Clash of Kings), den anden bog i A Song of Ice and Fire-romanerne af George R. R. Martin.

## Handling
Efter at have vundet tre sejre, tilbyder Robb Stark Lannisterne fred i bytte for den nordlige uafhængighed, sender Theon for at vinde Balon Greyjoy støtte og Catelyn søger Renly Baratheon støtte. Cersei afviser Robb Starks vilkår og Tyrion sender Janos Slynt i landflygtige, leder af Guld kapperne, og forfremmer Bronn til kommandør af uret.
Catelyn Stark ankommer til kong Renlys lejr for at forhandle en alliance, og kvindekrigeren Brienne af Tarth vinder retten til at deltage som Renlys vagt. Catelyn og Brienne vidner om Renly mord i hænderne på mørk magi sendt af Den Røde Dame, en udsending af Stannis Baratheon. Catelyn og Brienne flygter fra Renlys lejr, hvor hans tilhængere skifter deres troskab til Stannis. I mellemtiden, forråder Theon Stark'erne og beslaglægger Vinterborg med magt. Robb modtager nyheden om Theons planer og sender mænd for at generobre Winterfel, mens de inde i byen i Starks allierede danner planer om at snige Bran og Rickon ud.
Robb Stark erfarer, at hans mor Catelyn hemmeligt har befriet Jaime Lannister, nu eskorteret af Brienne af Tarth, med henblik på at løskøbe hendes døtre Sansa og Arya, hvor han også træder ind i et romantisk forhold med Talisa. Yara Greyjoy ankommer til Vinterborg at bringe Theon tilbage til Pyke, efter hans forkludrede forsøg på at generobre Strak-drengene.
Tywin Lannister forlader Harrenhal, som får Arya Stark, Gendry og Hot Pie til at gøre en flugt med Jaqen H'ghar hjælp. I Kings Landing, forsøger Cersei Lannister at afpresse Tyrion ved at bortføre den hore, Ros, hvem Cersei mener at være hans hemmelige elsker. Ved et førende forsvar, ødelægger Tyrion Lannister mange af de angribende fartøjer med en eksploderende skib fuld af vildild, og er tvunget til at lede et kontraangreb, da kong Joffrey og hans livvagt Sandor Clegane forlader slagmarken. Stannis' mørke kræfter er inde i slottet, men Tyrion leder sine mænd bag Baratheons kræfter via underjordiske tunneler og angreb. Baratheon er besejret, da Tywin Lannister styrker ankommer til Kings Landing kort tid efter.

## Afsnit
| Nr. i serie | Nr. i sæson | Titel                        | Instruktør     | Forfatter                                               | Oprindelig sendedato | Antal seere i U.S.A (millioner) |
| ----------- | ----------- | ---------------------------- | -------------- | ------------------------------------------------------- | -------------------- | ------------------------------- |
| 11          | 1           | "The North Remembers"        | Alan Taylor    | David Benioff & D. B. Weiss                             | 1. april 2012        | 3.86                            |
| 12          | 2           | "The Night Lands"            | Alan Taylor    | David Benioff & D. B. Weiss                             | 8. april 2012        | 3.76                            |
| 13          | 3           | "What Is Dead May Never Die" | Alik Sakharov  | Bryan Cogman                                            | 15. april 2012       | 3.77                            |
| 14          | 4           | "Garden of Bones"            | David Petrarca | Vanessa Taylor                                          | 22. april 2012       | 3.65                            |
| 15          | 5           | "The Ghost of Harrenhal"     | David Petrarca | David Benioff & D. B. Weiss                             | 29. april 2012       | 3.90                            |
| 16          | 6           | "The Old Gods and the New"   | David Nutter   | Vanessa Taylor                                          | 6. maj 2012          | 3.88                            |
| 17          | 7           | "A Man Without Honor"        | David Nutter   | David Benioff & D. B. Weiss                             | 13. maj 2012         | 3.69                            |
| 18          | 8           | "The Prince of Winterfell"   | Alan Taylor    | David Benioff & D. B. Weiss David Benioff & D. B. Weiss | 20. maj 2012         | 3.86                            |
| 19          | 9           | "Blackwater"                 | Neil Marshall  | George R. R. Martin                                     | 27. maj 2012         | 3.38                            |
| 20          | 10          | "Valar Morghulis"            | Alan Taylor    | David Benioff & D. B. Weiss                             | 3. juni 2012         | 4.20                            |

## Produktion
HBO bestilt en anden sæson af Game of Thrones den 19. april 2011, to dage efter seriens premiere. Den anden sæson opnåede en stigning på 15 % i budgettet for at være i stand til at iscenesætte krigens vigtigste slag, Battle of the Blackwater, i episode ni.
Optagelserne fandt sted i løbet af 106 dage. I løbet af tre fjerdedele af dem blev der der brugt to besætninger ("Dragon" og "Wolf"), der arbejder samtidigt på forskellige steder. 

### Crew
David Benioff og D. B. Weiss er de vigtigste forfattere og showrunners i den anden sæson. De har skrevet seks ud af ti episoder. De resterende fire episoder blev skrevet af tekstbehandlingerne Bryan Cogman, forfatteren George R. R. Martin, og forfatter og co-executive producer Vanessa Taylor, som skrev to episoder.
Alan Taylor blev forfremmet til co-executive producer og instruerede fire episoder, herunder sæsonens premiere og finale. David Petrarca og David Nutter hver instrueret to episoder, mens seriens filmfotograf Alik Sakharov og filmskaber Neil Marshall har instrueret de resterende to.

### Casting
Castningen til den anden sæson begyndte i maj 2011. Selv om en stor del af den første sæsons cast var tilbage, blev producenterne stadig over for et stort antal nye karakterer, der skal besættes. Producenterne besluttede, at flere karakterer fra Kongernes kamp herunder Freys og Crannogmen Reeds på Vinterborg, Freys bannermænd af Starkerne, Tullyerne, Stannis' kone og datter, Aeron Greyjoy og Ramsay ikke ville blive castet på trods af tilstedeværelsen i romanen. Showrunners David Benioff og D. B. Weiss kommenteret dette ved at sige, at visse karakterers introduktion, der finder sted i et sammenstød mellem kongerne ville blive forsinket, indtil tredje sæson. Dette blev gjort på grund af det store antal karakterer, der allerede er indført i sæson to, og fordi de ikke havde råd til at have folk til at "vente" på deres karakterer, til at blive centrale for plottet. For ikke at skulle udfylde så mange talende roller, havde showrunners "udskudt" indførelsen af flere centrale figurer, men de har også slået nogle karakterer sammen i en, eller bestemte plot-funktioner blev givet til forskellige karakterer. Mange fysiske egenskaber blev også ændret, såsom etnisk oprindelse eller karakterens alder. Castet blev skønnet til at være den største på tv.

## Medvirkende

### Hovedmedvirkende
| Skuespiller            | Rolle                             | Antal episoder |
| ---------------------- | --------------------------------- | -------------- |
| Peter Dinklage         | Tyrion Lannister                  | 10 episoder    |
| Lena Headey            | dronning Cersei Lannister         | 9 episoder     |
| Nikolaj Coster-Waldau  | Ser Jaime Lannister               | 4 episoder     |
| Michelle Fairley       | Lady Catelyn Stark                | 8 episoder     |
| Emilia Clarke          | prinsesse Daenerys Targaryen      | 8 episoder     |
| Aidan Gillen           | Lord Petyr "Littlefinger" Baelish | 8 episoder     |
| Iain Glen              | Ser Jorah Mormont                 | 7 episoder     |
| Kit Harington          | Jon Snow                          | 8 episoder     |
| Charles Dance          | Lord Tywin Lannister              | 7 episoder     |
| Liam Cunningham        | Ser Davos Seaworth                | 6 episoder     |
| Isaac Hempstead-Wright | prins Brandon "Bran" Stark        | 7 episoder     |
| Richard Madden         | kong Robb Stark                   | 6 episoder     |
| Sophie Turner          | Sansa Stark                       | 7 episoder     |
| Maisie Williams        | Arya Stark                        | 9 episoder     |
| Alfie Allen            | Theon Greyjoy                     | 8 episoder     |
| John Bradley           | Samwell Tarly                     | 6 episoder     |
| Jack Gleeson           | kong Joffrey Baratheon            | 6 episoder     |
| Rory McCann            | Sandor "The Hound" Clegane        | 5 episoder     |
| Stephen Dillane        | kong Stannis Baratheon            | 7 episoder     |
| Carice van Houten      | Melisandre                        | 4 episoder     |
| Natalie Dormer         | Lady Margaery Tyrell              | 4 episoder     |
| James Cosmo            | Lord Commander Jeor Mormont       | 3 episoder     |
| Jerome Flynn           | Bronn                             | 8 episoder     |
| Conleth Hill           | Lord Varys                        | 6 episoder     |
| Sibel Kekilli          | Shae                              | 9 episoder     |
| Jason Momoa            | Khal Drogo                        | 1 episode      |

### Gæsteroller

#### Nord for Muren
| Skuespiller     | Rolle                  | Antal episoder |
| --------------- | ---------------------- | -------------- |
| Rose Leslie     | Ygritte                | 4 episoder     |
| Robert Pugh     | Craster                | 3 episoder     |
| Simon Armstrong | Qhorin Halfhand        | 4 episoder     |
| Hannah Murray   | Gilly                  | 3 episoder     |
| Mark Stanley    | Grenn                  | 5 episoder     |
| Ben Crompton    | "Smertens" Edd Tollett | 5 episoder     |
| Edward Dogliani | Herren o'Bones         | 2 episoder     |

#### I nord
| Skuespiller    | Rolle             | Antal episoder |
| -------------- | ----------------- | -------------- |
| Donald Sumpter | Maester Luwin     | 7 episoder     |
| Ron Donachie   | Ser Rodrik Cassel | 3 episoder     |
| Natalia Tena   | Osha              | 6 episoder     |
| Kristian Nairn | Hodor             | 7 episoder     |
| Art Parkinson  | Rickon Stark      | 5 episoder     |

#### Fra Jernøerne
| Skuespiller      | Rolle              | Antal episoder |
| ---------------- | ------------------ | -------------- |
| Patrick Malahide | Lord Balon Greyjoy | 2 episoder     |
| Gemma Whelan     | Yara Greyjoy       | 4 episoder     |
| Ralph Ineson     | Dagmer             | 5 episoder     |
| Forbes KB        | Black Lorren       | 4 episoder     |

#### I det sydlige
| Skuespiller         | Rolle                | Antal episoder |
| ------------------- | -------------------- | -------------- |
| Gethin Anthony      | Lord Renly Baratheon | 3 episoder     |
| Gwendoline Christie | Brienne Tarth        | 7 episoder     |
| Finn Jones          | Ser Loras Tyrell     | 5 episoder     |
| Kerr Logan          | Matthos Seaworth     | 4 episoder     |
| Fintan McKeown      | Ser Amory Lorch      | 4 episoder     |
| Ian Gelder          | Ser Kevan Lannister  | 1 episode      |
| Ian Whyte           | Ser Gregor Clegane   | 3 episoder     |
| Lucian Msamati      | Salladhor Saan       | 1 episode      |

#### I Kongshavn
| Skuespiller      | Rolle                        | Antal episoder |
| ---------------- | ---------------------------- | -------------- |
| Julian Glover    | Grand Maester Pycelle        | 5 episoder     |
| Roy Dotrice      | Wisdom Hallyne               | 2 episoder     |
| Dominic Carter   | Janos Slynt                  | 2 episoder     |
| Eugene Simon     | Lancel Lannister             | 3 episoder     |
| Esme Bianco      | Ros                          | 5 episoder     |
| Ian Beattie      | Ser Meryn Trant              | 3 episoder     |
| Wilko Johnson    | Ser Ilyn Payne               | 1 episoder     |
| Daniel Portman   | Podrick Payne                | 3 episoder     |
| Tony Way         | Ser Dontos Hollard           | 3 episoder     |
| Aimee Richardson | prinsesse Myrcella Baratheon | 4 episoder     |
| Callum Wharry    | Prins Tommen Baratheon       | 4 episoder     |

#### På tværs af Det smalle Hav
| Skuespiller     | Rolle            | Antal episoder |
| --------------- | ---------------- | -------------- |
| Nonso Anozie    | Xaro Xhoan Daxos | 5 episoder     |
| Ian Hanmore     | Pyatt Pree       | 4 episoder     |
| Nicholas Blane  | Spice King       | 3 episoder     |
| Roxanne McKee   | Doreah           | 4 episoder     |
| Amrita Acharia  | Irri             | 5 episoder     |
| Laura Pradelska | Quaithe          | 2 episoder     |
| Steven Cole     | Kovarro          | 8 episoder     |
| Elyes Gabel     | Rakharo          | 1 episode      |

#### Stark Camp
| Skuespiller        | Rolle                 | Antal episoder |
| ------------------ | --------------------- | -------------- |
| Oona Chaplin       | Talisa Maegyr         | 5 episoder     |
| Michael McElhatton | Lord Roose Bolton     | 5 episoder     |
| John Stahl         | Lord Rickard Karstark | 2 episoder     |
| Karl Davies        | Ser Alton Lannister   | 3 episoder     |

#### Rejsende til Muren
| Skuespiller   | Rolle            | Antal episoder |
| ------------- | ---------------- | -------------- |
| Joe Dempsie   | Gendry           | 7 episoder     |
| Tom Wlaschiha | Jaqen H'Ghar     | 6 episoder     |
| Francis Magee | Yoren            | 3 episoder     |
| Ben Hawkey    | Hot Pie          | 7 episoder     |
| Eros Vlahos   | Lommy Greenhands | 3 episoder     |
| Andy Beckwith | Rorge            | 3 episoder     |
| Gerard Jordan | Biter            | 3 episoder     |